# Glacier Crosswell
Pour les articles homonymes, voir Croswell.
Le glacier Crosswell est un glacier de l'Antarctique. D'une longueur de 10 milles marins (19 km), il a été cartographié pour la première fois entre 1957 et 1959 par la United States Geological Survey.